# 台湾鉄路管理局EMU200型電車
台湾鉄路管理局EMU200形電車（EMU200がたでんしゃ）は、台湾鉄路管理局（台鉄）の交流電車である。EMU100型の増備として製造され、自強号用として使用されていたが、2003年（民国92年）にEMU1200型に改造された。

## 概要
EMU100型によって運用されていた自強号は、乗車率が非常に高かったため、増発の要望が多かった。台鉄では、その要望に応える形で、新たな自強号用車両の導入を検討し、1987年（民国76年）に製造されたのがEMU200型である。
製造したのは南アフリカ共和国のUCW社で、EMU100型の電動車1両、付随車3両・制御車1両の5両固定編成から、電動車1両、付随車・制御車各1両の3両固定編成に変更された。これにより、EMU100型では5・10・15両編成しか組成出来なかったのが、3・6・9・12・15両編成を組成可能となったため、より柔軟に旅客需要への対応が可能となった上、EMU100型と比較して、編成中の電動車の比率が増えたことから、加速性能等はEMU100型よりも改善されている。
車内設備は、EMU100型と同様である。
1994年（民国83年）には事故により2両が廃車され、全31両となった。
長らく原型で運用されていたが、EMU100型やEMU300型と比べて故障等が少ないことなどから、引き続き使用するために更新修繕を実施することになり、2003年1～7月に改造を実施、EMU1200型となった。

## 参考書籍
- 蘇昭旭 (1999年11月10日). “自強號電車EMU200型”. 《台湾鉄路火車百科》. 台北: 人人出版. pp. 68頁－69頁. ISBN 9579801584